# 森雅彦
森 雅彦（もり まさひこ、1961年9月16日 - ）は、日本の実業家。
DMG森精機（旧：森精機製作所）の代表取締役社長の傍ら、日本工作機械工業会（日工会）副会長や政府委員を務める。

## 経歴
奈良県大和郡山市生まれ。東大寺学園中学校・高等学校卒業。1985年京都大学工学部機械系学科精密工学専攻卒業。
1985年伊藤忠商事に入社。大阪本社産業機械本部に配属され、繊維機械の営業を経て、1993年森精機製作所に入社。1994年取締役。常務取締役・専務取締役を経て、父親である先代（森幸男）を引き継ぎ、1999年代表取締役社長に就任。2003年東京大学にて博士（工学）の学位を取得。2009年独Gildemeister Aktiengesellschaft（現：DMG MORI Aktiengesellschaft）監査役、2013年独DMG MORI Aktiengesellschaft 監査役会議長就任。
（現任）日本工作機械工業会副会長、CIRP（国際生産加工アカデミー）フェロー、京都大学イノベーションキャピタル株式会社取締役、京都大学大学院思修館特任教授、学校法人東大寺学園理事・評議員。